# Винни-Пух (Дисней)
Ви́нни-Пух (англ. Winnie the Pooh) — сказочный медвежонок, главный герой книг «Винни-Пух и все-все-все» (1926) и «Дом на Пуховой опушке» (1928) А. А. Милна, стал также героем экранизаций, поставленных Walt Disney Company на основе медиафраншизы.
Первоначально в трёх короткометражных мультфильмах Винни-Пуха озвучивал Стерлинг Холлоуэй, эти мультфильмы впоследствии были включены в мультфильм «Множество приключений Винни-Пуха» (1977). В 1981 году в короткометражном мультфильме «Винни-Пух открывает сезон» Винни-Пуха озвучивал Хэл Смит, затем (с 1988 года по настоящее время) Винни-Пуха и Тигру озвучивает Джим Каммингс.
11 апреля 2006 года диснеевский Винни-Пух удостоился звезды на Голливудской «Аллее славы».

## Адаптация сюжета и фильмы компании Walt Disney
С 1930-х годов на протяжении 32 лет коммерциализацией образа Винни-Пуха занимался американский продюсер Стивен Шлезингер, который создал игрушку «Винни-Пух», настольную игру, головоломки, радиопередачи и мультфильмы о Винни-Пухе, получив авторские права от А. А. Милна. После смерти Шлезингера в 1953 его бизнес (компанию Stephen Slesinger, Inc.) унаследовала его вдова Ширли Лассуэлл. В 1961 и 1983 годах Stephen Slesinger, Inc. продала авторские права на образ Винни-Пуха Walt Disney Company.
В 1966—1974 годах Walt Disney выпустила 3 короткометражных мультфильма о Винни-Пухе: Winnie the Pooh and the Honey Tree (Винни-Пух и медовое дерево, 1966), Winnie the Pooh and the Blustery Day (Винни-Пух и день забот, 1968) и Winnie the Pooh and Tigger Too! (Винни-Пух, а с ним и Тигра, 1974). После этого в 1977 году Walt Disney выпустила полнометражный мультфильм The Many Adventures of Winnie the Pooh («Приключения Винни», который объединил три предыдущих коротких мультфильма. В «Приключениях Винни» появляется новый персонаж — Суслик (англ. Gopher), которого нет в книгах А. А. Милна, о чём он сам заявляет: «Меня нет в книге, вы знаете». В 1983 году Walt Disney выпустила четвёртый короткометражный фильм о Винни-Пухе — Winnie the Pooh and a Day for Eeyore (Винни-Пух и день рождения Иа).
В 1983—1986 годах на канале кабельного телевидения Disney Channel был выпущен мультсериал Welcome to Pooh Corner (Добро пожаловать на Пухову опушку), а с 1988 по 1991 годы на канале ABC транслировался мультсериал Walt Disney Новые приключения Винни-Пуха, в общей сложности 83 эпизода. В 1990 году Винни-Пух и Тигра также стали персонажами 27-минутного мультфильма Cartoon All-Stars to the Rescue (Герои мультфильмов приходят на помощь) компаний Southern Star Group и Wang Film Productions, посвященного борьбе с наркотиками.
В 2000 году Walt Disney выпустила полнометражный мультфильм The Tigger Movie (Приключения Тигрули), в котором главным героем выступает Тигра. Успех этого фильма вдохновил Walt Disney на создание ещё двух полнометражных мультфильмов, где главными героями выступают другие персонажи книг о Винни-Пухе: Piglet’s Big Movie (Большой фильм про Поросёнка, 2003) и Pooh’s Heffalump Movie (Винни и Слонотоп, 2005). Винни-Пух также появлялся в эпизодах мультсериала Мышиный дом.
Walt Disney выпустила также кукольные сериалы для дошкольников — Книга Пуха (2001—2003) и Мои друзья Тигруля и Винни (2007—2010). В декабре 2005 года Walt Disney объявила, что друга Пуха Кристофера Робина в мультсериале Мои друзья Тигруля и Винни (англ. My Friends Tigger & Pooh) заменит 6-летняя рыжая девочка Дарби, а сам Кристофер Робин будет появляться в сериале эпизодически.
В 2011 году выпущен полнометражный мультфильм «Медвежонок Винни и его друзья».
2 августа 2018 года вышел полнометражный фильм «Кристофер Робин» о возвращении Винни в Лондон к Взрослому Кристоферу Робину.

## Споры об имущественных правах
Автор книг о Винни-Пухе А.Милн обращался с авторскими правами на созданный им образ не слишком аккуратно, временами предоставляя исключительные права на него нескольким компаниями одновременно. В США эксклюзивное право на издание книг о Винни-Пухе получило издательство Dutton, а эксклюзивное право на использование образа Винни-Пуха в любом виде, кроме как в книгах, получил Стивен Шлезингер, который с 1930 года использовал образ Винни-Пуха в радиопостановках, мультфильмах, детских театрах, рекламе и в множестве потребительских товаров в качестве торговой марки. За пределами США и Канады А.Милн предоставил управление своими авторскими правами на литературные произведения четырём трастовым компаниям: Garrick Club, Вестминстерской школе, Королевскому литературному фонду и собственной семье. Согласно воле А. А. Милна, была сформирована специальная управляющая компания — The Pooh Properties Trust. В 1961 году попечители фонда — миссис Милн и Спенсер Кертис Браун уступили эксклюзивные права на производство фильмов о Винни-Пухе компании Walt Disney. Сын А. А. Милна — Кристофер Робин Милн продал свои права другим собственникам, чтобы собрать деньги на лечение своей дочери Клэр, у которой был детский церебральный паралич.
В 1991 году вдова Шлезингера Ширли Ласуэлл подала иск против компании Walt Disney, утверждая, что за тридцать лет до того при продаже Walt Disney авторских прав она была обманута. Хотя Ласуэлл к тому времени уже заработала на Винни-Пухе $70 миллионов, она требовала сверх того ещё $200 миллионов. Дело закончилось только через 13 лет, в марте 2004 года, победой компании Walt Disney.
В ходе этой борьбы Walt Disney предпринял ответный шаг, объединившись из финансовых соображений с наследниками Милна, несмотря на их неприятие диснеевских мультфильмов. В 1998 году, после принятия американского закона об истечении авторских прав, Клара Милн, дочь Кристофера Робина, предприняла попытку лишить компанию Шлезингера прав на создания своего деда, подав об этом совместный иск с Walt Disney. Но на сей раз суд поддержал Шлезингера, это решение подтвердил Апелляционный суд США девятого округа. В понедельник 26 июня 2006 года Верховный суд США отказался рассматривать это дело, тем самым поддержав решение Апелляционного суда.

## Запрет в Китае
В 2013 году китайские пользователи начали сравнивать председателя КНР Си Цзиньпина с Винни-Пухом. Это началось после визита Си Цзиньпина в Соединённые Штаты. В 2017 году в социальных медиа начали ограничивать упоминание Винни-Пуха. В 2018 году запрет на упоминание Винни-Пуха (наряду с многими другими запретными темами) был обнаружен в Weibo
, самом популярном сервисе микроблогов в Китае. По этой же причине в Китае был запрещён фильм Кристофер Робин.